# Vastebrandstof hulpraket

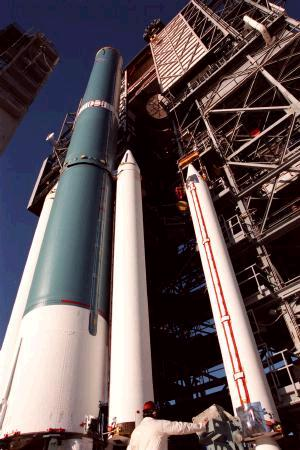
Er worden vastebrandstof hulpraketten van het type GEM-40 geïnstalleerd op de Delta II-raket.

Een Vastebrandstof hulpraket (SRB naar het Engelse Solid Rocket Booster) is een vastebrandstofmotor gebruikt voor het verkrijgen van extra stuwkracht in ruimtevaartuigen bij de lancering voor het opstijgen. Veel draagraketten, waaronder de Ariane 5, Atlas V, en de Space Shuttle, hebben SRB's gebruikt om lanceervoertuigen veel van de stuwkracht te geven die nodig is om het voertuig in een baan om de aarde te brengen. De Space Shuttle gebruikte twee Space Shuttle SRB's, de grootste motoren met vaste brandstof ooit gebouwd en de eerste ontworpen voor berging en hergebruik. De brandstof voor elke vaste raketmotor op de Space Shuttle woog ongeveer 500.000 kilogram.

## Voordelen
Vergeleken met raketten met vloeibarebrandstof, zijn de SRB's met vastebrandstof in staat om grote hoeveelheden stuwkracht te leveren met een relatief eenvoudig ontwerp. Ze bieden een grotere stuwkracht zonder noemenswaardige koeling- en isolatie-eisen, en produceren grote hoeveelheden stuwkracht voor hun grootte. Het toevoegen van afneembare SRB's aan een voertuig dat ook wordt aangedreven door vloeistofgestuurde raketten, bekend als enscenering, vermindert de benodigde hoeveelheid vloeibare brandstof en verlaagt de massa van het voertuig. Vastebrandstof raketmotors zijn op de lange termijn goedkoper te ontwerpen, te testen en te produceren in vergelijking met gelijkwaardige motoren voor vloeibarebrandstof. Herbruikbaarheid van componenten over meerdere vluchten, zoals in de Shuttle-assemblage, heeft ook de hardwarekosten verlaagd. 
Een voorbeeld van verbeterde prestaties van SRB's is de Ariane 4. Het basismodel 40 zonder extra motoren was in staat tot het omhoog brengen van een nuttige lading van 2.175 kg naar een geostationaire baan om de aard. Het 44P-model met 4 vastebrandstof raketmotoren had een vrachtcapaciteit van 3465 kg naar dezelfde baan.

## Nadelen
Vastebrandstof raketmotoren zijn niet controleerbaar en moeten in het algemeen branden tot ze geen brandstof meer over hebben na de ontbrandig, in tegenstelling tot vloeibare brandstof. Echter, systemen voor het afbreken van de lancering en bijbehorende zelfvernietigingssystemen van de lanceerbasis kunnen proberen de brandstofstroom af te snijden door gebruik te maken van op de juistemanier gevormde explosieven die de behuizing over de lengte van de booster aan een zijde open rijten. Vanaf 1986 varieerden de schattingen voor SRB-foutpercentages van 1 op 1.000 tot 1 op 100.000. Een fout in een SRB doet zich meestal onverwacht en catastrofaal voor. Blokkering of vervorming van de straalpijp kan leiden tot overdruk of een vermindering van de stuwkracht, terwijl defecten in de behuizing van de motor of het afkoppelingssysteem ervoor kunnen zorgen dat de raket als geheel uit elkaar valt door de toenemende dynamische druk. Bijkomende manieren van mislukken zijn onder meer instabiliteit bij de ontbranding en zelfverstikking. Het falen van een O- ringafdichting op de rechter vastebrandstof raketmotor van de Space Shuttle Challenger leidde tot zijn desintegratie kort na de lancering.
Raketmotoren met vaste brandstof kunnen een bedieningsrisico op de grond vormen, aangezien een met vaste brandstof gevulde motor het risico van onbedoelde ontbranding met zich meebrengt. Een dergelijk ongeval zich heeft voorgedaan in augustus 2003 waarbij een Braziliaanse raket explodeerde bij de Centro de Lançamento de Alcântara. Waardoor 21 technici omkwamen.

## Toepassing
Side-boosters kunnen meerdere doelen dienen. Sommige raketten komen zonder side-boosters niet van de grond en hebben die extra kracht altijd nodig voor het eerste gedeelte van de vlucht. De Spaceshuttle, Space Launch System de Ariane 5 de GSLV-3 en de Delta II zijn hier voorbeelden van. Een andere categorie voegt extra kracht toe aan een modulair opgebouwde raket. De Delta IV-Medium de Atlas V en de Ariane 4 zijn daarvan voorbeelden. De Delta II had minimaal drie side-boosters (GEM-40) nodig, maar dat kon tot negen stuks worden uitgebreid. Als dat nog niet genoeg was konden deze door een groter formaat boosters (GEM-46) worden vervangen.
Dan zijn ze nog in twee categorieën op te delen. Op de grond ontstoken boosters en in de lucht ontstoken boosters. Die laatste categorie was onder-meer terug te vinden op sommige configuraties van de Delta en nog altijd op de GSLV-2. Deze worden ontstoken zodra de op de grond ontstoken boosters zijn opgebrand. Met deze techniek kan voor langere duur extra stuwkracht worden geleverd.
Bij de Atlas V en de Delta IV-medium heeft/had een van side-boosters een richtbare straalpijp om extra stuurkracht te kunnen leveren. De andere straalpijpen zijn gefixeerd.